# 西乡塘街道
西乡塘街道，是中华人民共和国广西壮族自治区南宁市西乡塘区下辖的一个乡镇级行政单位。

## 行政区划
西乡塘街道下辖以下地区：
北大北路社区、沈阳路社区、五里亭社区、火炬路社区、秀灵北社区、位子渌社区、大学东路社区、文华园社区、瑞士花园社区、大学西路社区、科园大道社区、西乡塘社区、广西大学社区和平新村。